# Nestares (La Rioja)

## Geografía
Se encuentra integrado en la comarca de Tierra de Cameros, en concreto en la subcomarca de Camero Nuevo, situándose a 30 kilómetros de la capital riojana. El término municipal está atravesado por la carretera N-111 entre los pK 304 y 307. 
El relieve del municipio es montañoso, extendiéndose desde las Cumbres del Serradero y la Sierra de Moncalvillo, que alcanzan los 1486 metros de altitud, hasta el valle del río Iregua, en el que desaguan los arroyos que descienden de las altas cumbres. El pueblo se alza a 860 metros sobre el nivel del mar, en la ladera de la montaña. 
| Noroeste: Castroviejo           | Norte: Castroviejo y Mancomunidad de Nalda, Sorzano y Viguera | Noreste: Mancomunidad de Nalda, Sorzano y Viguera y Viguera |
| Oeste: Castroviejo              |                                                               | Este: Torrecilla en Cameros                                 |
| Suroeste: Torrecilla en Cameros | Sur: Torrecilla en Cameros                                    | Sureste: Torrecilla en Cameros                              |

## Geografía humana

### Demografía
Cuenta con una población de 85 habitantes (INE 2024).
| Gráfica de evolución demográfica de Nestares entre 1842 y 2021                                                        |
| |
| Población de derecho según los censos de población del INE. Población de hecho según los censos de población del INE. |

## Administración
| Periodo   | Nombre                           | Partido |
| --------- | -------------------------------- | ------- |
| 1979-1983 | Aurelio Quintana Marín           | UCD     |
| 1983-1987 | Aurelio Quintana Marín           | AP      |
| 1987-1991 | José Manuel Herreros Pérez       | AP      |
| 1991-1995 | Manuel Quintana Solo de Zaldivar | PP      |
| 1995-1999 | Francisco Javier Hurtado Justo   | PSOE    |
| 1999-2003 | Francisco Javier Hurtado Justo   | PSOE    |
| 2003-2007 | Francisco Javier Hurtado Justo   | PSOE    |
| 2007-2011 | Francisco Javier Hurtado Justo   | PSOE    |
| 2011-2015 | Francisco Javier Hurtado Justo   | PSOE    |
| 2015-2019 | Francisco Javier Hurtado Justo   | PSOE    |
| 2019-2023 | Francisco Javier Hurtado Justo   | PP      |

## Lugares de interés

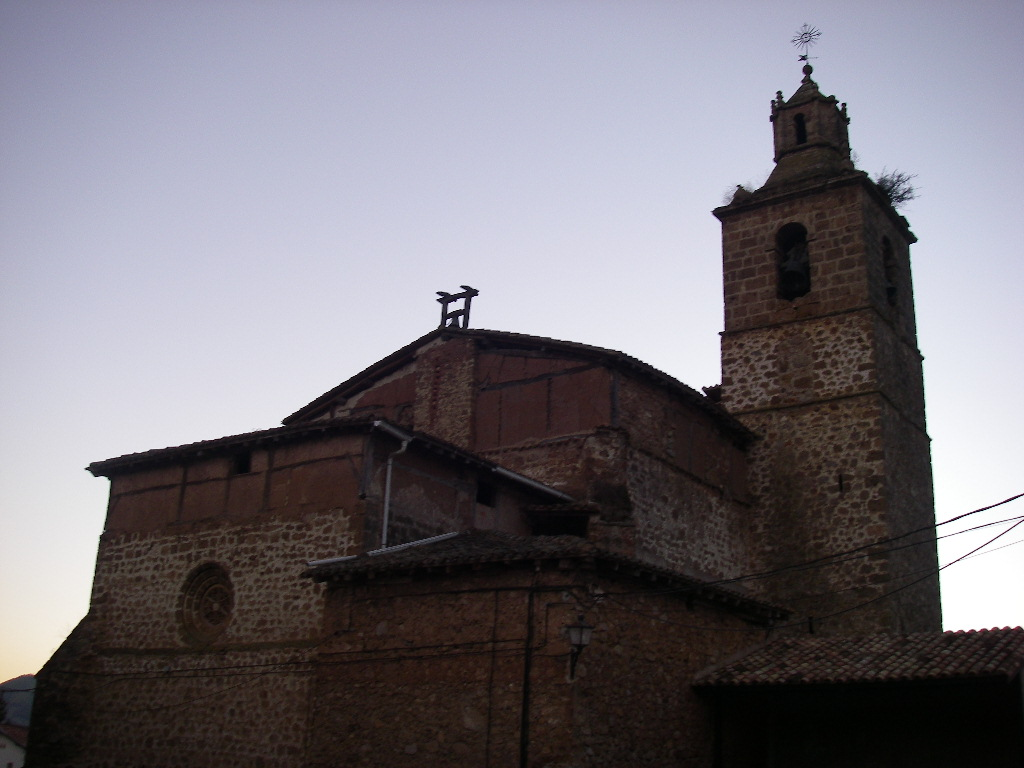
Iglesia de San Martín.

## Fiestas
- Las fiestas patronales se celebran el 15 de mayo en honor a San Isidro.
- 24 de agosto. San Bartolomé.
- 8 de septiembre. Virgen del Manojar. Hay danzas procesionales en su honor: http://www.riojarchivo.com/video/danzas-de-nestares

## Personajes
En Nestares de Cameros nació Diego Jiménez quien emigró a Huelva, Andalucía, junto a su familia llegando a ser medianos banqueros. En esa ciudad casó con Purificación Mantecón López-Parejo. Ambos fueron los padres del gran literato español y Premio Nobel de Literatura de 1956 Juan Ramón Jiménez.